# Margarida
|  | Aquest article tracta sobre la flor. Si cerqueu el nom de persona, vegeu «Margarida (prenom)». |

|  | Aquest article tracta sobre la flor. Si cerqueu el nucli de població del municipi de Planes, Comtat, vegeu «Margarida (Planes)». |

Amb el nom comú de margarida o margalida es coneixen diverses plantes de diferents gèneres dins la família de les asteràcies o compostes. Totes les margarides es caracteritzen per tenir un capítol floral (típicament de color groc al disc del centre) envoltat per lígules (típicament blanques) amb aspecte de pètals.
El Gran diccionari de la llengua catalana dona com a prototipus de margarida l'espècie Chrysanthemum frutescens que té el centre groc i les lígules blanques i esmenta que margarida és el nom d'altres espècies semblants.
El gèneres Matricaria (camamilla) i Leucanthemum constitueixen la majoria de les margarides que es troben en estat silvestre als Països Catalans.
En jardineria s'utilitzen també altres gèneres morfològicament equiparables amb les margarides com l'Aster Cosmos…
A les illes Canàries el gènere Senecio (que en latituds temperades només es troba com una petita adventícia o mala herba d'aspecte poc semblant a la margarida) dona lloc a plantes també conegudes com a margarida 
Sembla que algunes de les espècies del gènere Senecio han originat a les anomenades cineràries.
Entre aquestes es troben la Senecio webbii, amb disc morat i lígules blanques.
Senecio tussilaginis de disc groc i lígules rosades.
Senecio heritieri de lígules malves i blanques i disc morat.
L'espècie Argyranthemum teneriffae viu, amb un gran esforç d'adaptació, entre les formacions de lava del Teide. Popularment és coneguda com a Margarida del Teide.
S'usa com a planta medicinal.